# Leptogaster cultaventris
Leptogaster cultaventris là một loài ruồi trong họ Asilidae. Leptogaster cultaventris được Martin miêu tả năm 1957. Loài này phân bố ở vùng Tân Bắc giới.